# لي وي (ممثل)
لي وي (بالصينية: 李威) هو مغني وعارض وممثل تايواني، ولد في 9 يوليو 1980 بتايبيه في تايوان.

## وصلات خارجية
- لي وي على موقع IMDb (الإنجليزية)
- لي وي على موقع ميوزك برينز (الإنجليزية)
- لي وي على موقع قاعدة بيانات الفيلم (الإنجليزية)
- لي وي على موقع كينوبويسك (الروسية)